# Stephen Mitchell
Stephen Mitchell (* 26. Mai 1948 in Oxford; † 30. Januar 2024 in Berlin) war ein britischer Althistoriker.

## Leben
Stephen Mitchell studierte am St John’s College der University of Oxford (B.A. 1966) und wurde 1975 promoviert. Ab 1976 lehrte er zunächst als Lecturer, dann von 1993 bis 2001 als Professor in Classics and Ancient History an der Swansea University und als Leverhulme Professor of Hellenistic Culture an der University of Exeter (2002–2012). 2002 wurde er Fellow der British Academy. Er war Honorary Secretary und von 2016 bis 2021 Chair des British Institute at Ankara.
Seine Forschungsschwerpunkte waren die Geschichte und Epigraphik Kleinasiens in der Antike, die Geschichte der monotheistischen Religionen in der Antike, die Geschichte des späteren Römischen Reiches und die Verbreitung des Christentums in Kleinasien.
Seit 2006 war er Ehrendoktor der Humboldt-Universität zu Berlin (Dr. theol. h.c.). 2020 erhielt er für den zweiten Band der Edition sämtlicher griechischer und lateinischer Inschriften aus Ankara, die er gemeinsam mit David H. French publiziert hatte, den Prix Gustave Schlumberger der Académie des inscriptions et belles-lettres.

## Schriften
- Aşvan Kale. Keban rescue excavations, eastern Anatolia. Band 1: The Hellenistic, Roman and Islamic Sites (= British Institute of Archaeology at Ankara Monograph. Nummer 1; = BAR International Series. Band 80). B. A. R., Oxford 1980.
- Regional epigraphic catalogues of Asia Minor II: The Ankara district. The inscriptions of North Galatia (= British Institute of Archaeology at Ankara Monograph. Nummer 4; = BAR International Series. Band 135). B. A. R., Oxford 1982.
- als Herausgeber: Armies and frontiers in roman and Byzantine Anatolia. Proceedings of a colloquium held at University College, Swansea, in April 1981. Oxford 1983, ISBN 0-86054-198-3.
- Anatolia. Land, Men and Gods in Asia Minor. 2 Bände, Clarendon Press, Oxford 1993, ISBN 0-19-814080-0 und ISBN 0-19-814933-6.
- Cremna in Pisidia. An Ancient City in Peace and in War. Unter Mitarbeit von Sarah Cormack, Robin Fursdon, Eddie Owens und Jean Öztürk. Duckworth, London 1995, ISBN 0-7156-2696-5.
- mit Marc Waelkens: Pisidian Antioch. The site and its monuments. Duckworth, London 1998, ISBN 0-7156-2860-7.
- mit Greg Horsley: The Inscriptions of Central Pisidia (= Inschriften griechischer Städte aus Kleinasien. Band 57). Habelt, Bonn 2000, ISBN 3-7749-2961-0.
- als Herausgeber mit Geoffrey B. Greatrex: Ethnicity and culture in late antiquity. Duckworth, London 2000, ISBN 0-7156-3043-1.
- als Herausgeber mit Constantina Katsari: Patterns in the economy of Roman Asia minor. The Classical Press of Wales, Swansea 2005, ISBN 1-905125-02-X.
- als Herausgeber mit Peter Van Nuffelen: One God. Pagan monotheism in the Roman Empire. Cambridge University Press, Cambridge 2010, ISBN 978-0-521-19416-7.
- mit Musa Kadıoğlu, Kutalmış Görkay: Roman Ancyra. Yapı Kredi Yayınları, Istanbul 2011, ISBN 978-975-08-2037-3.
- mit David French: The Greek and Latin Inscriptions of Ankara (Ancyra). Band 1: From Augustus to the end of the third century AD (= Vestigia. Band 62). C. H. Beck, München 2012, ISBN 978-3-406-62190-1.
- A history of the later Roman empire, AD 284–641. Chichester 2015, ISBN 978-1-118-31242-1.
- mit David French: The Greek and Latin Inscriptions of Ankara (Ancyra). Band 2: Late Roman, Byzantine and other texts (= Vestigia. Band 72). C. H. Beck, München 2019, ISBN 978-3-406-73234-8.
- mit Robert Wagner, Brian Williams: Roman Archaeology in a South Anatolian landscape. The Via Sebaste, the Mansio in the Döşeme Boğazi, and regional transhumance in Pamphylia and Pisidia. Koc University Press, Istanbul 2021, ISBN 978-605-7685-72-8.
- The Christians of Phrygia from Rome to the Turkish Conquest (= Early Christianity in Asia Minor. Band 4; = Ancient Judaism and Early Christianity. Band 117). Brill, Leiden 2023, ISBN 978-90-04-54637-0.